# Irene von Hessen-Darmstadt

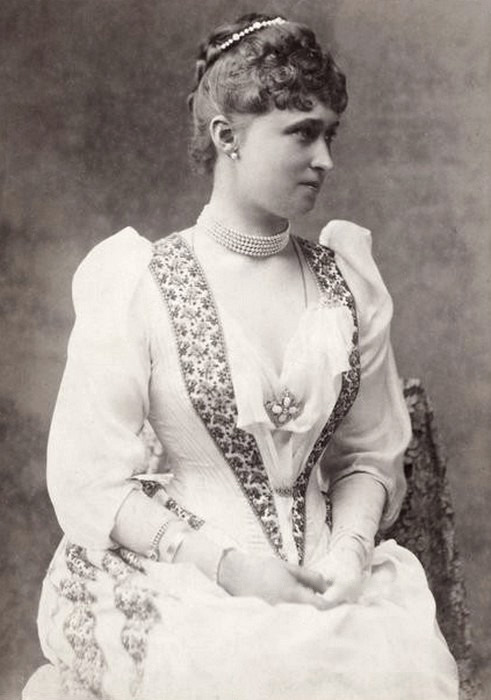
Irene von Hessen-Darmstadt in den 1880er Jahren

Irène Luise Maria Anna von Hessen und bei Rhein VA (* 11. Juli 1866 in Darmstadt; † 11. November 1953 in Hemmelmark) war die Gemahlin des preußischen Prinzen und Kaiserbruders Heinrich von Preußen und Schwester der letzten russischen Zarin Alexandra Fjodorowna.

## Frühe Jahre

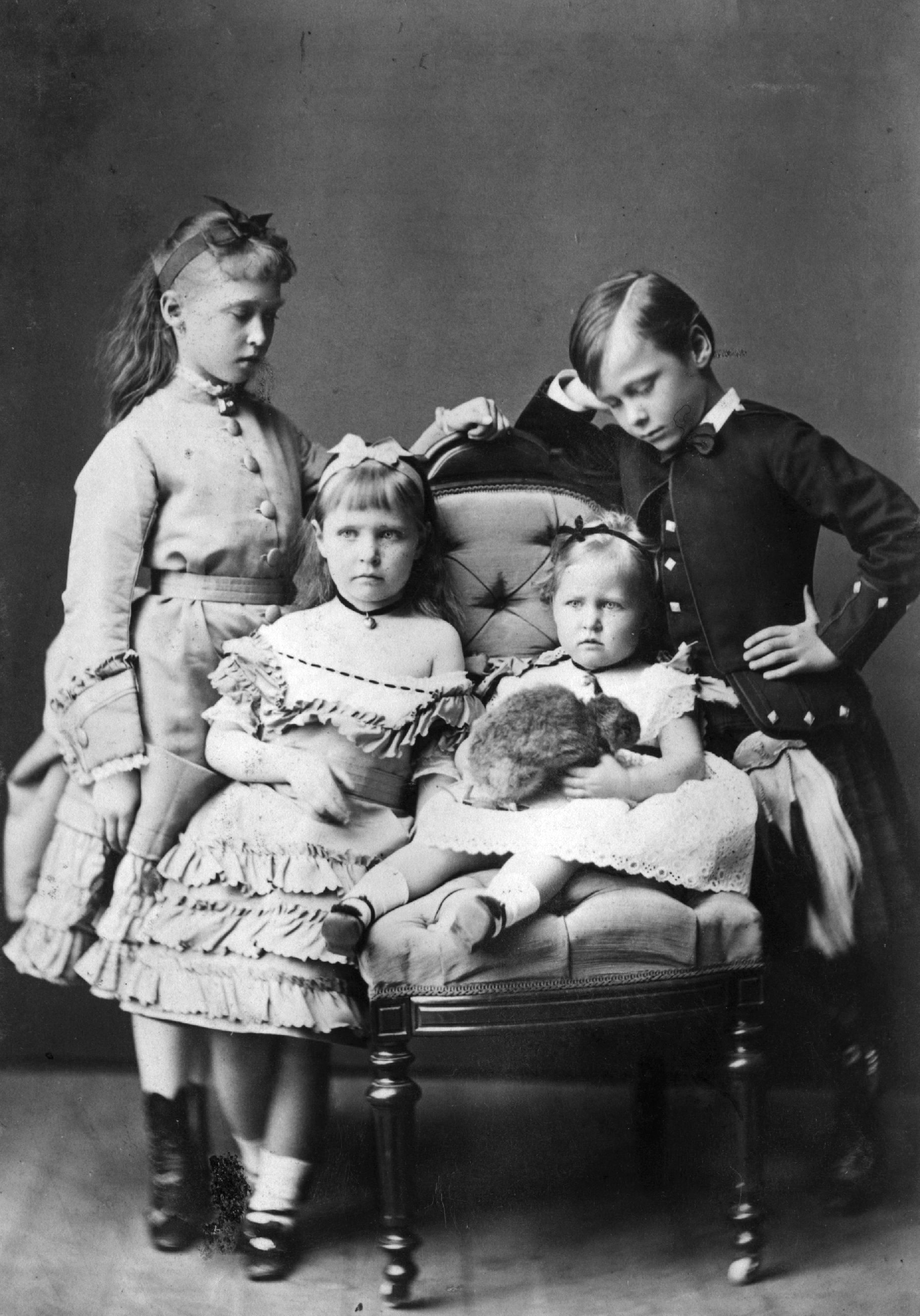
Von links nach rechts: Irene, Alix, Marie und Ernst Ludwig, ca. 1876

Irene wuchs als Prinzessin von Hessen und bei Rhein auf. Sie war die dritte Tochter von Großherzog Ludwig IV. von Hessen und bei Rhein und Prinzessin Alice von Großbritannien und Irland, der zweitältesten Tochter Königin Victorias. Da sie während des Deutschen Krieges 1866 geboren wurde, erhielt sie den Vornamen Irene, eine Ableitung vom griechischen Wort für "Frieden". Die Prinzessin wurde sehr schlicht erzogen. Besonderen Wert legten die Eltern auf Religionsunterricht, die Erlernung der Sprachen Englisch und Französisch sowie Unterricht in höfischer Konversation. Großherzogin Alice achtete darauf, dass ihre Töchter auch praktische Dinge lernten. So mussten die Töchter ihre Zimmer selbst fegen, Betten machen und einfache Dinge im Haushalt erledigen. Zudem war die Großherzogin karitativ tätig und nahm ihre Kinder oft mit auf Besuche in Krankenhäusern und zu Wohltätigkeitsorganisationen.
Im Jahre 1873 starb ihr erst zweijähriger Bruder Friedrich (1870–1873), genannt Frittie, nach einem Sturz aus dem Fenster an inneren Blutungen. Er litt an Hämophilie, der Bluterkrankheit, die er von seiner Mutter geerbt hatte.
1878 grassierte in Darmstadt die Diphtherie. Irene, ihre Geschwister – mit Ausnahme Elisabeths – und Großherzog Ludwig steckten sich an und Großherzogin Alice pflegte sie. Die jüngste Schwester Marie, von der Familie May genannt, starb mit nur vier Jahren an der Krankheit. Ihre Mutter starb am 14. Dezember 1878 mit 35 Jahren ebenfalls an Diphtherie.
Nach diesem Verlust kamen Irene, ihre Schwestern Viktoria, Elisabeth und Alix und ihr Bruder Ernst Ludwig in die Obhut ihrer Großmutter Victoria in England. Mithilfe einer Gouvernante setzte sie ihre Ausbildung fort, auf die die Queen zusätzlichen Einfluss ausübte. Gemeinsam mit Schwester Alix war sie 1885 eine der Brautjungfern bei der Hochzeit ihrer Tante Prinzessin Beatrice von Großbritannien und Irland mit Prinz Heinrich Moritz von Battenberg.

## Heirat
Als Tochter einer britischen Prinzessin hatte sie engen Kontakt zur verwandten Hohenzollernfamilie, ihre Tante und spätere Schwiegermutter war die deutsche Kaiserin Victoria, ihr Cousin und zukünftiger Schwager war Kaiser Wilhelm II. Beim Besuch der gemeinsamen Großmutter Königin Victoria verlobte Irene sich mit ihrem Cousin Heinrich. Die Hochzeit fand am 24. Mai 1888 in der Kapelle des Charlottenburger Schlosses statt. Weniger als einen Monat nach der Heirat starb Irenes Onkel und Schwiegervater Kaiser Friedrich III. an Kehlkopfkrebs. Ihm folgte sein Sohn Wilhelm auf den Thron.

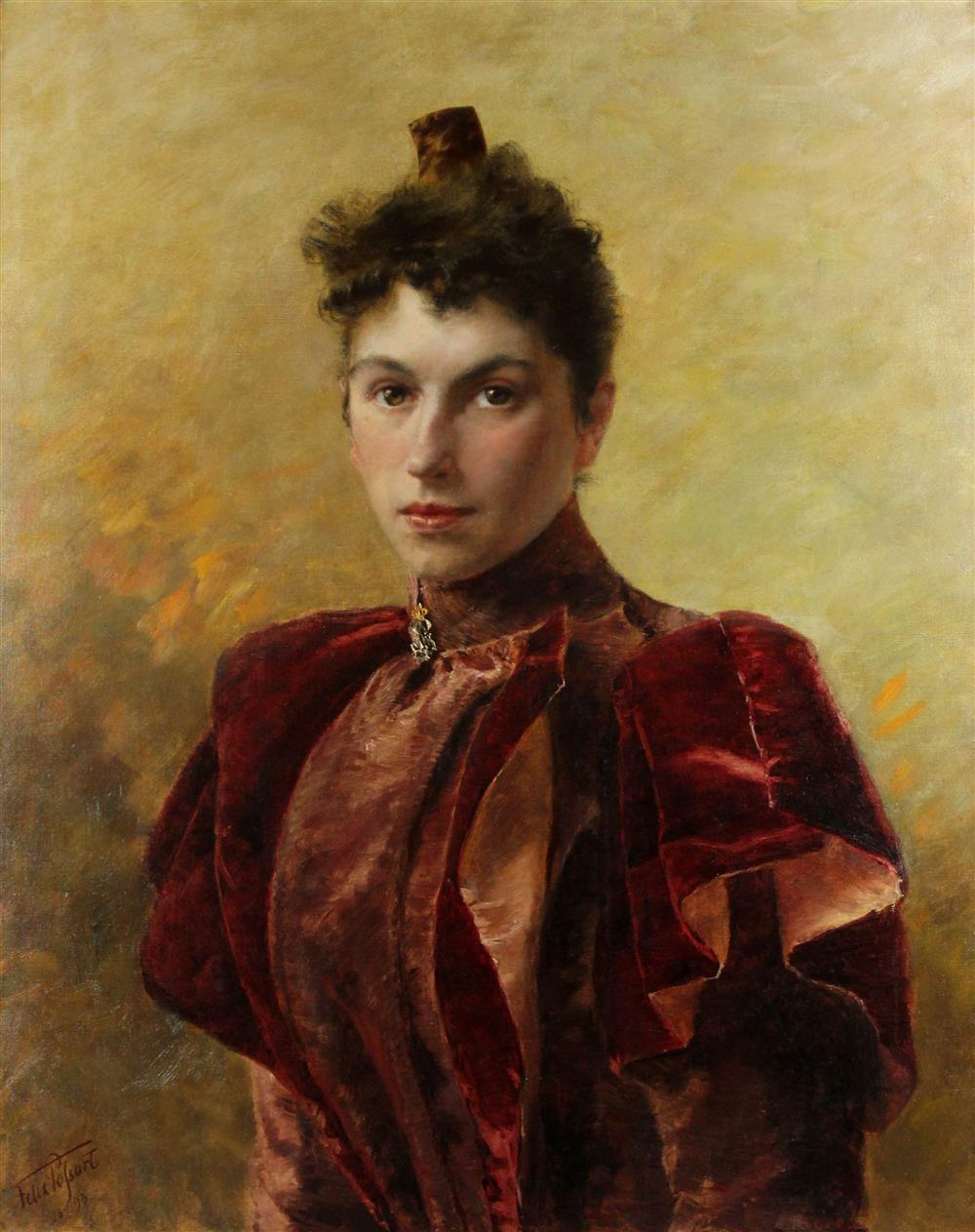
Prinzessin Irene, gemalt von Felix Possart (1893)

Heinrichs Mutter Victoria, auch Kaiserin Friedrich genannt, mochte ihre Schwiegertochter sehr. Allerdings schockierte sie der Umstand, dass Irene nie einen Schal oder längere Kleidung trug, um ihre Schwangerschaft zu verbergen, als sie mit dem ersten Kind Waldemar schwanger war.
Das Paar hatte drei gemeinsame Söhne. Irene war, wie ihre Mutter, Überträgerin (Konduktorin) der Hämophilie. Sie vererbte die Krankheit an zwei ihrer Söhne. Der jüngste Sohn Heinrich starb an deren Folgen im Alter von vier Jahren. Der Sohn Waldemar starb daran kurz vor Ende des Zweiten Weltkriegs, als keine Blutkonserven vorhanden waren. Sigismund, der Zweitgeborene, litt nicht an der Krankheit und konnte ein normales Leben führen.
- Waldemar (1889–1945) ⚭ 1919 Calixta zu Lippe-Detmold
- Sigismund (1896–1978) ⚭ 1919 Charlotte Agnes von Sachsen-Altenburg
- Heinrich Victor Ludwig Friedrich (1900–1904)

Heinrich und Irene waren wegen ihres freundlichen Auftretens in der Familie als „The very Amiables“ (dt. „die sehr Liebenswürdigen“) bekannt. Das Paar lebte mit den Kindern auf Hemmelmark, einem Anwesen bei Eckernförde, das Heinrich 1894 gekauft hatte. Es lag in der Nähe seines Dienstortes Kiel, wo er für die Kaiserliche Marine tätig war. Neben Hemmelmark, der Residenz der Familie, hielt sie sich gelegentlich auch in Potsdam und Berlin auf. Auch auf Auslandsreisen begleitete Irene ihren Mann.

## Familiäre Beziehungen

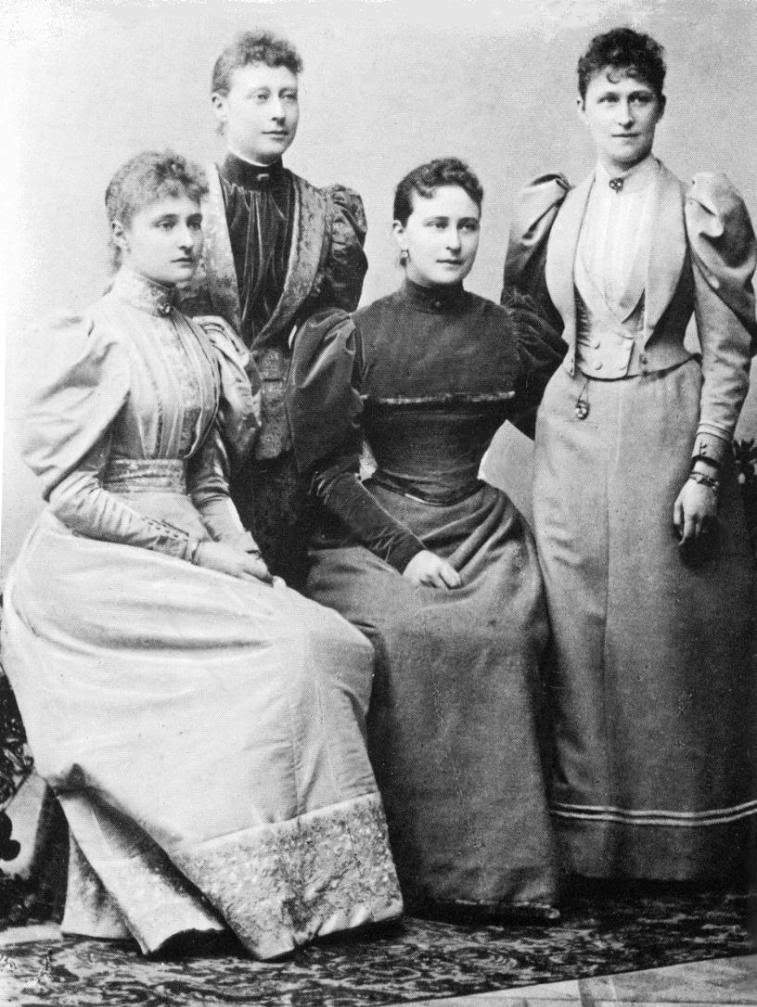
Die hessischen Schwestern im Jahre 1906: Von links nach rechts: Alix, Victoria, Elisabeth und Irene

Irene, die in der viktorianischen Zeit aufwuchs und dementsprechend erzogen wurde, sagte man strenge viktorianische Moralvorstellungen nach. Als ihre Schwester Elisabeth sich 1881 mit dem russischen Großfürsten Sergei Alexandrowitsch Romanow verlobte und dazu vom lutherischen Glauben zur russisch-orthodoxen Kirche übertrat, war Irene tief betroffen.
Als 1892 Großherzog Ludwig IV. starb, trat Irenes Bruder Ernst Ludwig dessen Nachfolge an. 1894 heiratete Ernst Ludwig auf Drängen von Queen Victoria seine Kusine Prinzessin Victoria Melita von Sachsen-Coburg und Gotha, die in der Familie Ducky genannt wurde. Anlässlich der Hochzeitsfeierlichkeiten verlobte sich Irenes jüngste Schwester Alix mit dem Zarewitsch Nikolaus, dem späteren Zaren Nikolaus II. von Russland. Nach dem Tod Zar Alexanders III. 1894 reisten Irene und Heinrich von Preußen nach Sankt Petersburg, um an dessen Begräbnis und der anschließend gefeierten Hochzeit von Alix und Nikolaus teilzunehmen. Mit ihrer Heirat trat auch Alix zur russisch-orthodoxen Kirche über und nannte sich seither Alexandra Fjodorowna. Trotz Irenes Meinungsverschiedenheit mit ihren Schwestern über deren Konversion blieb sie mit all ihren Geschwistern zeit ihres Lebens in enger Verbindung.
1907 unterstützte Irene ihre Schwester Elisabeth bei der Anbahnung der Vermählung zwischen Großfürstin Marija Pawlowna Romanowa und dem Prinzen Wilhelm von Schweden. Marija war Elisabeths Nichte und lebte einige Zeit bei ihr in Pflege, nachdem ihre Mutter verstorben war. Ihr Vater Großfürst Paul Alexandrowitsch Romanow hatte sich morganatisch neu vermählt und Russland verlassen. Wilhelms Mutter Königin Victoria von Schweden war eine Freundin Irenes. Die Ehe erwies sich jedoch bald als unglücklich. In ihren Memoiren behauptete Großfürstin Marija später, dass Irene sie unter Druck gesetzt habe, Wilhelm zu heiraten.

## Späteres Leben

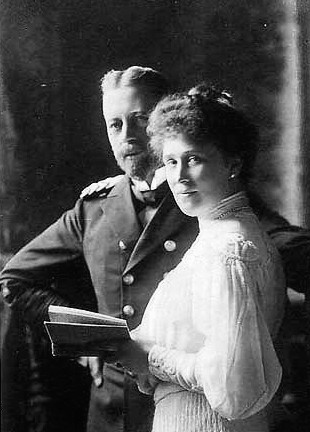
Prinzessin Irene und Prinz Heinrich von Preußen um 1900

Als Begleiterin der Kaiserin Auguste Viktoria, ihrer Schwägerin, war Prinzessin Irene karitativ tätig. Mit Beginn des Ersten Weltkrieges wurde es für Irene schwer, den Kontakt zu ihren in England und Russland lebenden Schwestern aufrechtzuerhalten. Nach Ende des Krieges bekam sie die Sicherheit, dass Elisabeth, Alix, Nikolaus und ihre Kinder im Zuge der Revolution von den Bolschewiki ermordet worden waren. Im November 1918 dankte Heinrichs Bruder Kaiser Wilhelm II. ab. Gut Hemmelmark bei Eckernförde blieb weiter im Besitz ihres Mannes.

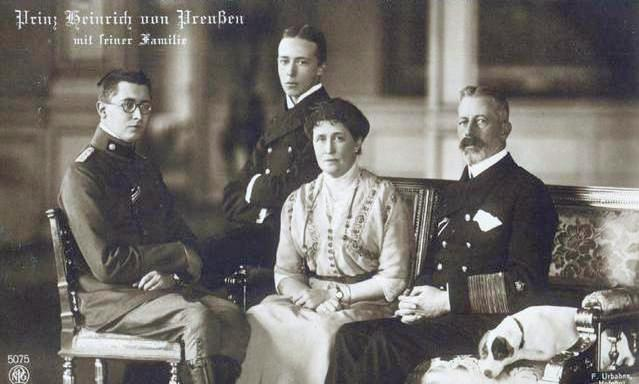
Irene und Heinrich mit ihren Söhnen Waldemar und Sigismund im Jahr 1920

In Berlin tauchte in den 1920er Jahren eine Frau namens Anna Anderson auf, die behauptete, Großfürstin Anastasia Nikolajewna Romanowa zu sein. Irene besuchte sie und kam zu der Überzeugung, dass es sich nicht um ihre Nichte handeln könne. Irene hatte Anastasia zum letzten Mal 1913 gesehen und zeigte sich von Anna Andersons Auftritt nicht beeindruckt: Ich sah sofort, dass sie nicht eine meiner Nichten sein konnte. Obwohl ich Anastasia seit neun Jahren nicht gesehen habe, konnten sich die fundamentalen Gesichtsmerkmale nicht zu diesem Grad verändert haben, insbesondere die Position der Augen, des Ohres, etc. Auf den ersten Blick konnte ich vielleicht eine Ähnlichkeit mit Großfürstin Tatjana erkennen. Prinz Heinrich sagte, es rege Irene auf, über Anna Anderson zu sprechen. Man ordnete an, in ihrer Gegenwart dieses Thema niemals zu erwähnen.
Als ihr Sohn Sigismund 1928 nach Costa Rica auswanderte, wo er einen Bienengroßbetrieb begründete, nahm Irene seine 1920 geborene Tochter Barbara bei sich auf. 1929 starb ihr Mann Heinrich von Preußen auf dem Gut Hemmelmark. Irene lebte als Witwe in Berlin, Potsdam und Hemmelmark. 1937 starb auch Ernst Ludwig. Im selben Jahr kamen Ernst Ludwigs Sohn Georg Donatus, dessen Frau Cecilia, ihre beiden Söhne und Großherzogin Eleonore bei einem Flugzeugabsturz in Belgien ums Leben. Von ihren Geschwistern lebte jetzt nur noch Victoria, die sie manchmal besuchte. Ihr ältester Sohn Waldemar starb 1945 an der Bluterkrankheit.
Die Tochter des kaiserlichen Schatzmeisters von Sell berichtete in ihren Erinnerungen von häufigen Besuchen der ehemaligen Prinzessin Irene in den 1930er- und 1940er-Jahren in der elterlichen Villa in Berlin-Dahlem. Sie war nach dem Tod ihrer Schwester Viktoria 1950 das letzte lebende Kind von Großherzog Ludwig IV. von Hessen und bei Rhein und Prinzessin Alice von Großbritannien und Irland. Irene von Preußen starb am 11. November 1953, ihr Vermögen erbte ihre Enkelin Barbara.

## Ehrungen durch Benennungen

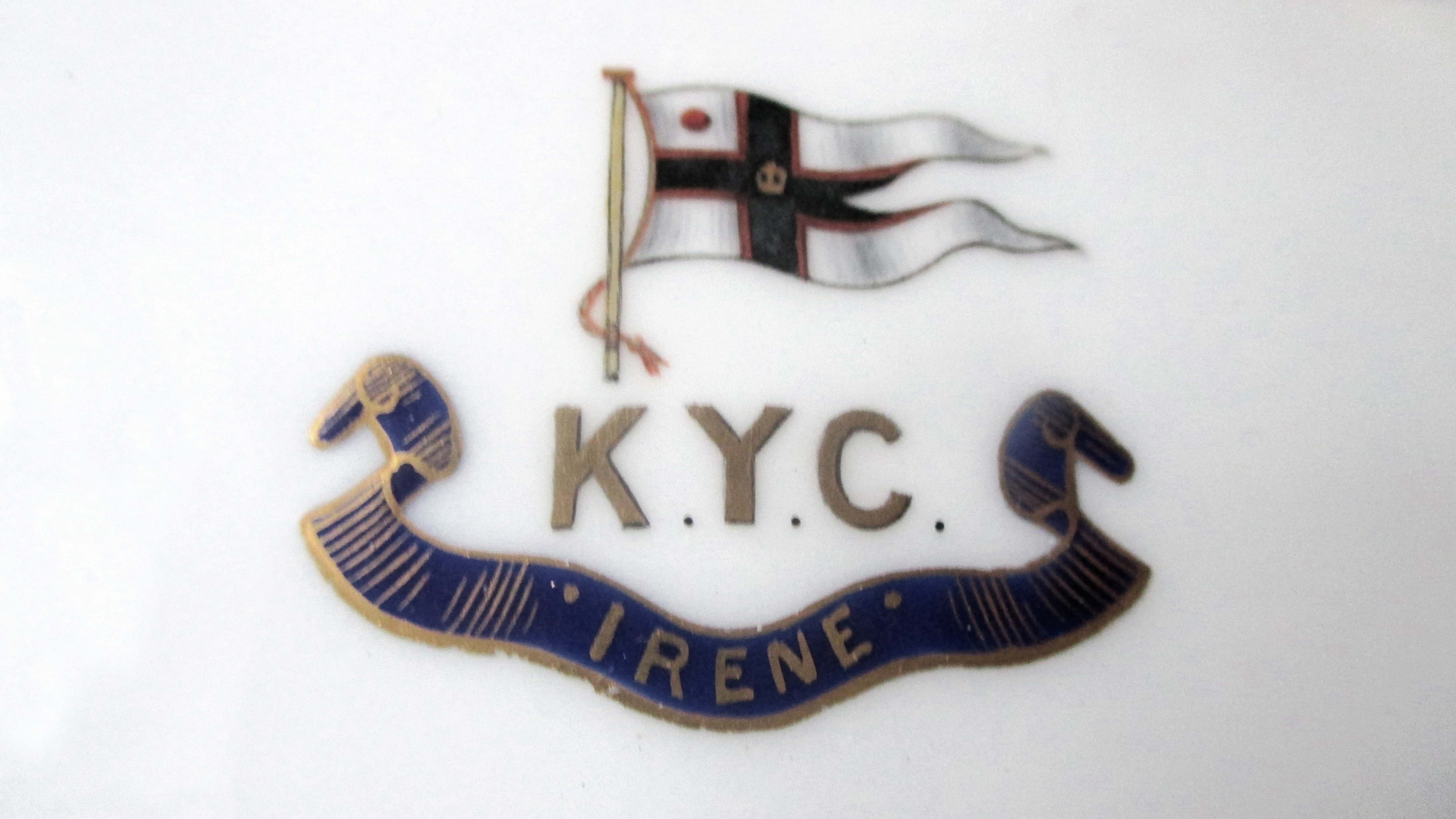
K.Y.C. – Kaiserlicher Yacht-Club Essgeschirr – Honi soit qui mal y pense – „Irene“ mit Monogramm des Hohenzollern Prinzen Heinrich von Preußen

- Prinz Heinrich benannte seine Rennsegelyacht zu Ehren seiner Frau mit dem Namen „Irene“.
- Zwei Berghütten im Pachtgebiet Kiautschou hießen nach Irene von Hessen-Darmstadt „Irenebaude“.[4]
- Eine Dahliensorte wurde nach ihr „Prinzessin Irene von Preußen“ benannt.

### Vorfahren
| Ahnentafel von Irene von Hessen-Darmstadt | Ahnentafel von Irene von Hessen-Darmstadt                                                                                  | Ahnentafel von Irene von Hessen-Darmstadt                                                                         | Ahnentafel von Irene von Hessen-Darmstadt                                                                                    | Ahnentafel von Irene von Hessen-Darmstadt                                                                         | Ahnentafel von Irene von Hessen-Darmstadt                                                                         | Ahnentafel von Irene von Hessen-Darmstadt                                                                         | Ahnentafel von Irene von Hessen-Darmstadt                                                                               | Ahnentafel von Irene von Hessen-Darmstadt                                                                         |
| ----------------------------------------- | --- | --- | --- | --- | --- | --- | --- | --- |
| Ururgroßeltern                            | Großherzog Ludwig I. von Hessen und bei Rhein (1753–1830) ⚭ 1777 Luise Henriette Karoline von Hessen-Darmstadt (1761–1829) | Karl Ludwig von Baden (1755–1801) ⚭ 1774 Amalie von Hessen-Darmstadt (1754–1832)                                  | Herzog Friedrich von Sachsen-Hildburghausen (1763–1834) ⚭ 1785 Charlotte Georgine Luise von Mecklenburg-Strelitz (1769–1818) | König Friedrich Wilhelm II. von Preußen (1744–1797) ⚭ 1769 Friederike von Hessen-Darmstadt (1751–1805)            | Herzog Franz von Sachsen-Coburg-Saalfeld (1750–1806) ⚭ 1777 Gräfin Auguste Reuß zu Ebersdorf (1757–1831)          | Herzog August von Sachsen-Gotha-Altenburg (1772–1822) ⚭ 1797 Luise Charlotte zu Mecklenburg (1779–1801)           | König Georg III. von Großbritannien und Irland (1738–1820) ⚭ 1761 Sophie Charlotte von Mecklenburg-Strelitz (1744–1818) | Herzog Franz von Sachsen-Coburg-Saalfeld (1750–1806) ⚭ 1777 Gräfin Auguste Reuß zu Ebersdorf (1757–1831)          |
| Urgroßeltern                              | Großherzog Ludwig II. von Hessen und bei Rhein (1777–1848) ⚭ 1804 Wilhelmine von Baden (1788–1836)                         | Großherzog Ludwig II. von Hessen und bei Rhein (1777–1848) ⚭ 1804 Wilhelmine von Baden (1788–1836)                | Wilhelm von Preußen (1783–1851) ⚭ 1804 Maria Anna Amalie von Hessen-Homburg (1785–1846)                                      | Wilhelm von Preußen (1783–1851) ⚭ 1804 Maria Anna Amalie von Hessen-Homburg (1785–1846)                           | Herzog Ernst I. von Sachsen-Coburg und Gotha (1784–1844) ⚭ 1817 Luise von Sachsen-Gotha-Altenburg (1800–1831)     | Herzog Ernst I. von Sachsen-Coburg und Gotha (1784–1844) ⚭ 1817 Luise von Sachsen-Gotha-Altenburg (1800–1831)     | Edward Augustus, Duke of Kent and Strathearn (1767–1820) ⚭ 1818 Victoire von Sachsen-Coburg-Saalfeld (1786–1861)        | Edward Augustus, Duke of Kent and Strathearn (1767–1820) ⚭ 1818 Victoire von Sachsen-Coburg-Saalfeld (1786–1861)  |
| Großeltern                                | Karl von Hessen-Darmstadt (1809–1877) ⚭ 1836 Elisabeth von Preußen (1815–1885)                                             | Karl von Hessen-Darmstadt (1809–1877) ⚭ 1836 Elisabeth von Preußen (1815–1885)                                    | Karl von Hessen-Darmstadt (1809–1877) ⚭ 1836 Elisabeth von Preußen (1815–1885)                                               | Karl von Hessen-Darmstadt (1809–1877) ⚭ 1836 Elisabeth von Preußen (1815–1885)                                    | Albert von Sachsen-Coburg und Gotha (1819–1861) ⚭ 1840 Königin Victoria von Großbritannien und Irland (1819–1901) | Albert von Sachsen-Coburg und Gotha (1819–1861) ⚭ 1840 Königin Victoria von Großbritannien und Irland (1819–1901) | Albert von Sachsen-Coburg und Gotha (1819–1861) ⚭ 1840 Königin Victoria von Großbritannien und Irland (1819–1901)       | Albert von Sachsen-Coburg und Gotha (1819–1861) ⚭ 1840 Königin Victoria von Großbritannien und Irland (1819–1901) |
| Eltern                                    | Großherzog Ludwig IV. von Hessen und bei Rhein (1837–1892) ⚭ 1862 Alice von Großbritannien und Irland (1843–1878)          | Großherzog Ludwig IV. von Hessen und bei Rhein (1837–1892) ⚭ 1862 Alice von Großbritannien und Irland (1843–1878) | Großherzog Ludwig IV. von Hessen und bei Rhein (1837–1892) ⚭ 1862 Alice von Großbritannien und Irland (1843–1878)            | Großherzog Ludwig IV. von Hessen und bei Rhein (1837–1892) ⚭ 1862 Alice von Großbritannien und Irland (1843–1878) | Großherzog Ludwig IV. von Hessen und bei Rhein (1837–1892) ⚭ 1862 Alice von Großbritannien und Irland (1843–1878) | Großherzog Ludwig IV. von Hessen und bei Rhein (1837–1892) ⚭ 1862 Alice von Großbritannien und Irland (1843–1878) | Großherzog Ludwig IV. von Hessen und bei Rhein (1837–1892) ⚭ 1862 Alice von Großbritannien und Irland (1843–1878)       | Großherzog Ludwig IV. von Hessen und bei Rhein (1837–1892) ⚭ 1862 Alice von Großbritannien und Irland (1843–1878) |
| Irene von Hessen-Darmstadt                | | | | | | | | |